# Orosz József (ügyvéd)
Balásfalvi Orosz József (Kőszeg, 1790. augusztus 15. – Versailles, 1851. január 13.) ügyvéd, publicista, lapszerkesztő, országgyűlési követ.

## Élete
1813. március 22-én esküdött fel ügyvédnek; Pozsonyban élt és az irodalommal foglalkozott. Az 1843-1844. évi pozsonyi országgyűlésen Pongrácz Pál báró képviselője volt. A szabadságharc alatt 1848-ban a magyar kormány a külügyi hivatalban alkalmazta; Bécs bevétele után Windischgrätz herceg bosszúját kikerülendő előbb Londonba, azután Párizsba menekült, ahol a protestáns hitre tért át; azonban Franciaországban oly nagy szükségbe jutott; hogy végül 1851-ben Versailles-ban golyóval vetett véget életének.

## Munkái
- Ungarns gesetzgebender Körper auf dem Reichstage zu Pressburg im Jahr 1830. Leipzig, 1831-32. Két kötet.
- Századunk. Szerkeszti… Pest, 1832-1833, két kötet; 1838-1845, nyolc kötet.
- Gróf Széchenyi István mint iró. Pozsony, 1832. Online
- Graf Stefan Széchenyi als Schriftsteller. Im Ungarischen herausgegeben und deutsch bearbeitet. Pozsony, 1832.
- Terra incognita. Notizen über Ungarn. In zwanglosen Heften herausgegeben. I. Heft. Leipzig, 1835. (2. kiadás. Leipzig, 1860).
- Gesetzartikel des ungarischen Reithstages 1832. bis 1836. Übersetzt und mit den nöthigen Erläuterungen versehen. Pressburg, 1836-1837.
- Gesetzartikel des ungarischen Reichstages 1839-40. nebst dem Wechselrecht und den übrigen Creditgesetzen für das Königreich Ungarn. Übersetzt und mit nöthigen Erläuterungen versehen. Pressburg, 1840.
- Academischer Vortrag, gehalten vom Grafen Stefan Széchenyi. Übersetzt… Pressburg, 1843.

Kiadta és szerkesztette a Fillértár c. képes hetilapot 1834. márc. 1-től 1836. február végeig Pozsonyban és ugyanott a Hirnök cz. hetenként kétszer megjelent politikai hetilapot és melléklapját, a szintén kétszer megjelent Századunkat 1837. júl. 4.-től 1845. jún. 30-ig; szerkesztette egy ideig a Pressburger Zeitungot és a Völkerbund, sociales Blatt mit besonderem Hinblick auf Ungarn cz. hirlapot Bécsben, melynek első száma 1848. maj. 30. jelent meg.

## Külső hivatkozások
- A Századunk digitalizált kötetei a REAL-J-ben